# Aufzeichnungen über eine Familie Klopfer
Aufzeichnungen über eine Familie Klopfer ist eine Erzählung von Arnold Zweig. Sie entstand 1909 und erschien 1911 zusammen mit der Erzählung Das Kind, als Zweigs erste Buchveröffentlichung, beim Albert Langen Verlag. Danach erschien sie in verschiedenen Sammelbänden und 1949 in einer überarbeiteten Version unter dem Titel Familie Klopfer. In Stil und Thematik kann die Geschichte der Dekadenzdichtung zugerechnet werden. In der Darstellung des Verfalls einer Familie lassen sich Parallelen zu Thomas Manns Buddenbrooks erkennen, die Zweig mit 19 Jahren bewundernd gelesen hat.

## Inhalt
Der Ich-Erzähler der Geschichte ist der Arzt Heinrich Klopfer. Er erzählt die Geschichte seiner Familie, angefangen bei seinem Urgroßvater, dem Bauern Jakob Klopfer. Die Familie erfährt einen sozialen Aufstieg, mit dem aber ein geistiger Niedergang einhergeht.
Besonders ausführlich beschreibt er seinen Vater Peter Klopfer, der ein berühmter Dichter war. Heinrich möchte das positive Bild seines Vaters zerstören, das dieser durch verfälschte Briefe und Tagebücher aufgebaut hat. Der Vater habe immer an Ängsten und an einer übermäßig reizbaren Phantasie gelitten und beging mit 52 Jahren Suizid. Heinrich beschreibt auch seine hochmütige, nüchtern-distanzierte Haltung gegenüber der Gesellschaft, seiner Familie und traditionellen Werten. Die einzige innige Beziehung hat er zu seiner Schwester Miriam, die ebenfalls Ärztin ist und mit der er zusammenlebt – eine Frau oder Geliebte hatte er nie. Heinrich nimmt bei sich selbst erste Vorzeichen einer Geisteskrankheit wahr und hat mit Miriam verabredet, dass sie ihn durch eine Morphiuminjektion töten soll, falls die Krankheit zum Ausbruch kommen sollte.

## Version von 1949
Die überarbeitete Version wurde durch einen „Vorbericht“ und einen „Ausklang“ aus der Perspektive von Miriam Klopfer ergänzt, die in einer Herausgeberfiktion als Bearbeiterin der Aufzeichnungen ihres Bruders dargestellt wird. Dies erlaubte es Zweig, die Erfahrung des Holocausts und der Gründung des Staats Israel sowie seine veränderte politische Haltung in die Geschichte einzuarbeiten. Miriam berichtet, sie lebe in Israel mit zwei Pflegekindern, die durch den Holocaust zu Waisen wurden. Sie sei die letzte Überlebende ihrer im Holocaust umgekommenen Familie; ihr Bruder Heinrich fiel in Jerusalem einem Attentat zum Opfer.

## Quelle
- Arnold Zweig: Familie Klopfer. Erzählung. Leipzig: Insel Verlag 1952. (Insel-Bücherei 370/2)